# Sozialer Feminismus der 1920er Jahre

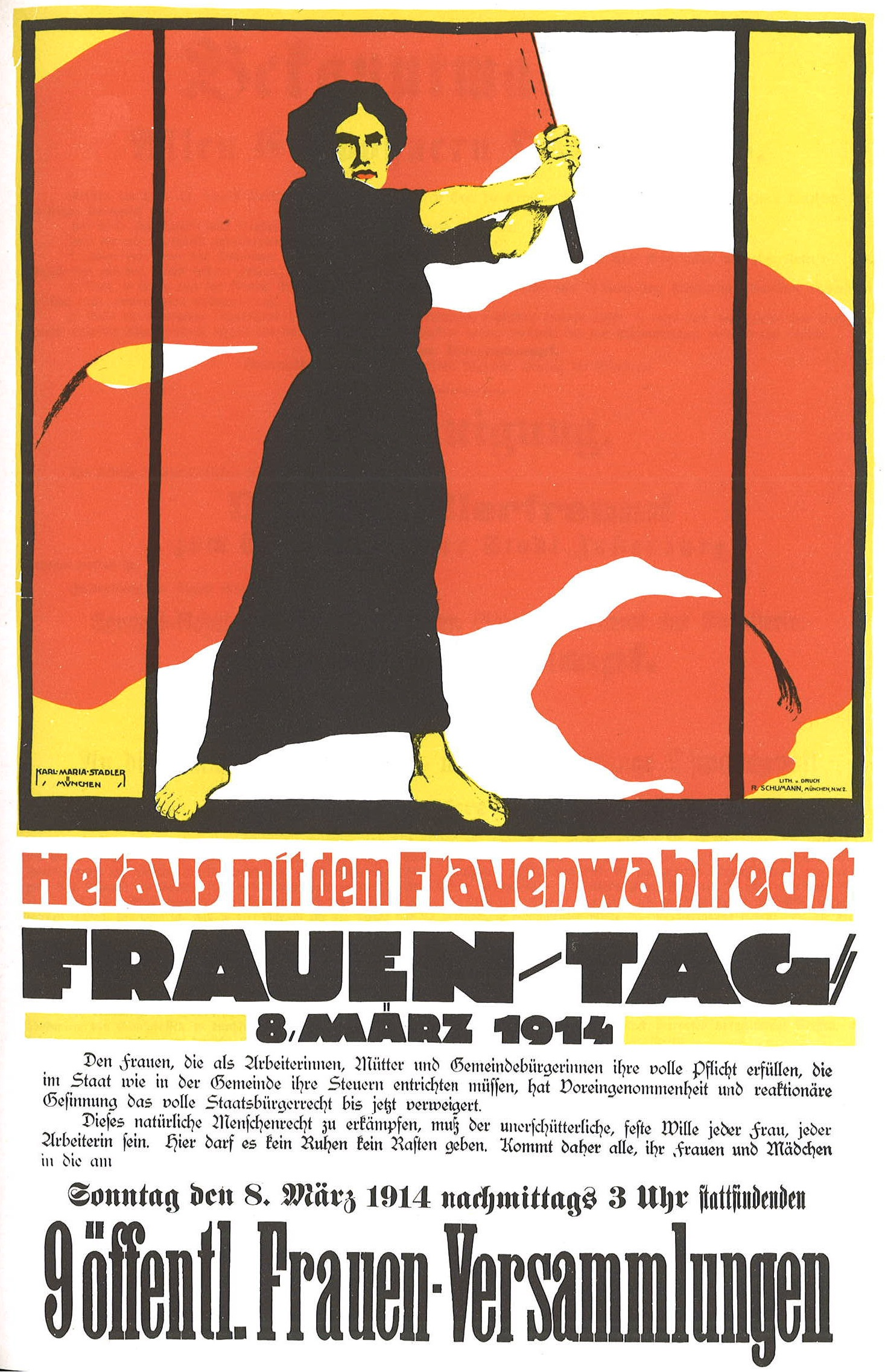

Der Soziale Feminismus, auch genannt Gleichheitsfeminismus, beschäftigt sich in erster Linie mit der Entkräftigung der Unterstellung, es gäbe eine natürliche Geschlechterdifferenz, aufgrund der Frauen in stereotypischen Rollen gedrängt werden.

## Wandel
In den 1920er Jahren gab es hinsichtlich der sozialen und politischen Stellung von Frauen in der Gesellschaft mehrere Umbrüche. Neben Frauenbewegungen, die sich Anfang des 20. Jahrhunderts für Sozialreformen und gesellschaftlichen Wandel einsetzten, erlangten Frauen auch zur Zeit des Ersten Weltkrieges in mehrerlei Hinsicht öffentliche Anerkennung, etwa durch die „organisierte Mitwirkung und Verteidigung der nationalen Interessen an der Heimatfront“. Während der Zwischenkriegszeit ergab sich für Frauen daraus eine widersprüchliche Situation: Das erworbene Wahlrecht, die relative Vielfalt an Ausbildungsmöglichkeiten und gelockerte Verhaltensnormen in der Öffentlichkeit standen Ideologien, die Frauen in traditionelle Rollen zurückwiesen gegenüber.

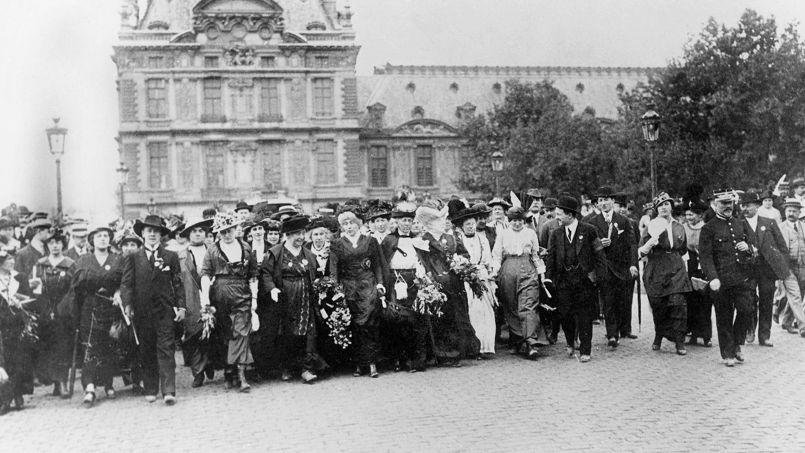
In Frankreich

## Frankreich
In der Zeit nach dem Ersten Weltkrieg war der Feminismus in Frankreich von zwei Strömungen geprägt. Auf der einen Seite gab es die "gemäßigte Strömung", welche die Frau in ihren bisherigen "traditionellen" Rollen sah und diese auch nicht ändern wollte, aber dennoch gleiche juristische, berufliche und politische Rechte einforderte. Auf der anderen Seite gab es die "radikale Strömung" welche die Grundidee des Gleichheitsfeminismus verfolgte.
Sie forderte nicht nur die rechtliche Gleichstellung, sondern setzte sich auch gegen alle Arten des Maskulinismus ein.
Diese Strömung verschwand jedoch bis in den 1930er Jahren vollständig.
Einerseits gab es eine mächtige politische Opposition, da die Bewegung im Gegensatz zu weniger radikalen feministischen Gruppierungen ein Dorn im Auge der Regierung war, andererseits waren die Ansichten ihrer Anhängerinnen zu unterschiedlich. So wurden einige selbst politisch Aktiv, andere wiederum sahen die einzige Möglichkeit für Veränderung in einer externen Macht, welche das herrschende System von außen ändern sollte.
Diese Differenzen führten schließlich zur Auflösung der Bewegung.